# アントン・ヒッケル
カール・アントン・ヒッケル（Karl Anton Hickel、1745年 - 1798年10月30日）はボヘミア生まれの肖像画家である。ヨーゼフ2世の宮廷画家を務めた。

## 略歴
現在のチェコ、リベレツ州のチェスカー・リーパ(Česká Lípa,)で画家の息子に生まれた。兄のヨーゼフ・ヒッケル(Joseph Hickel: 1736-1807)も肖像画家で、マリア・テレジアの支援を受けるなどした画家である。
アントン・ヒッケルはウィーン美術アカデミーで学んだ後、1779年からヨーロッパ各地で修行をした。ミュンヘンにはしばらく滞在し、バイエルン選帝侯、カール・テオドールの肖像画を描いた。南ドイツ、スイス。マンハイムやマインツで働いた。神聖ローマ皇帝ヨーゼフ2世の宮廷画家に任じられ、1786年にはヨーゼフ2世の妹にあたるフランス王妃、マリー・アントワネットの肖像画を描くためにフランスに旅した。パリとロンドンにもしばらく滞在し、ロンドンでは多くの政治家の肖像画を描いた。1797年からハンブルクに住み、ハンブルクで没した。

## 作品

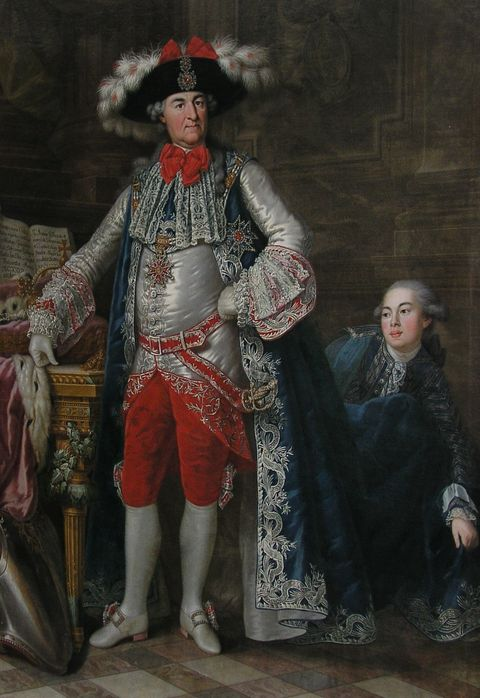
カール・テオドール (バイエルン選帝侯)
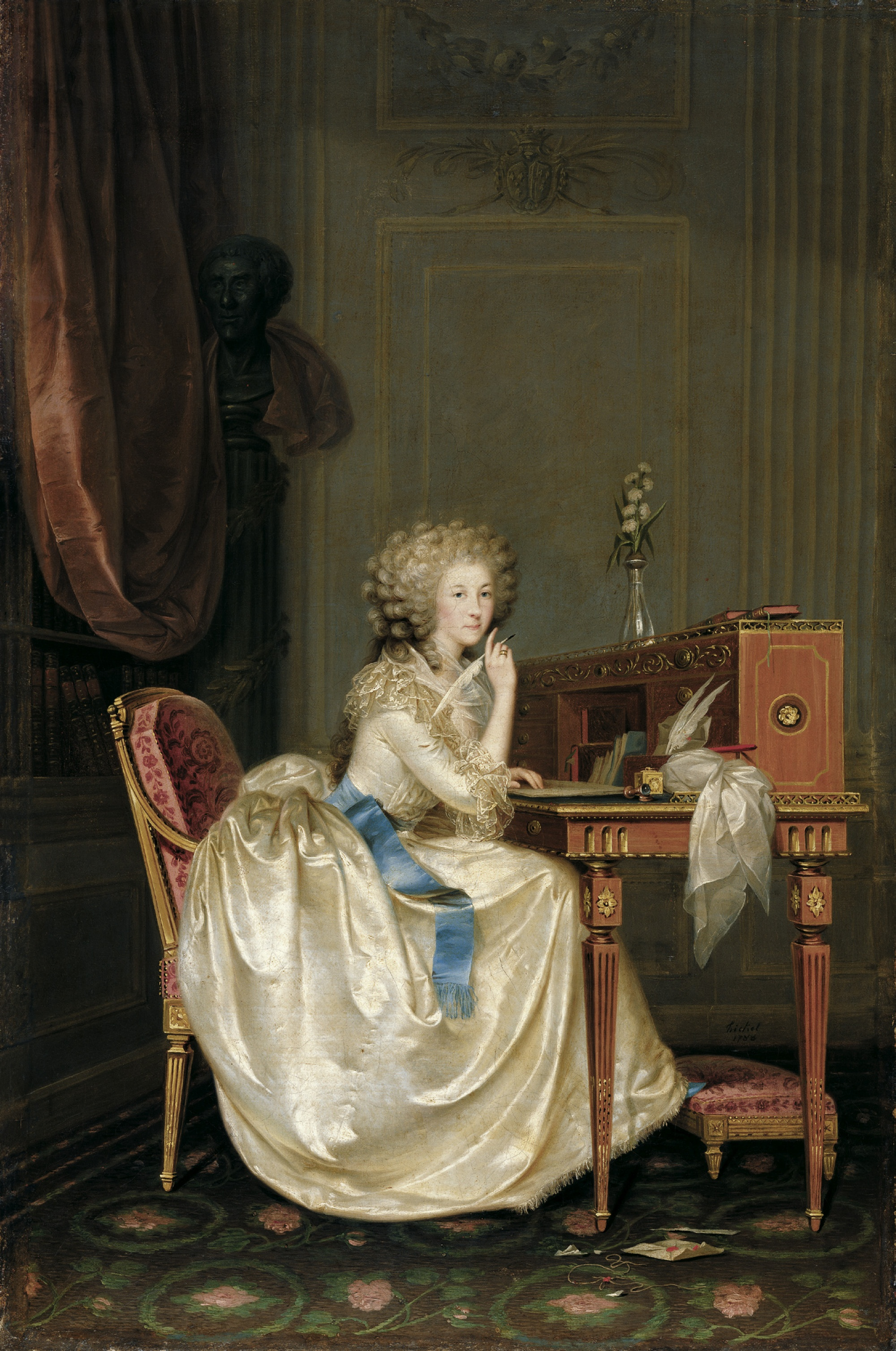
ランバル公妃マリー・ルイーズ
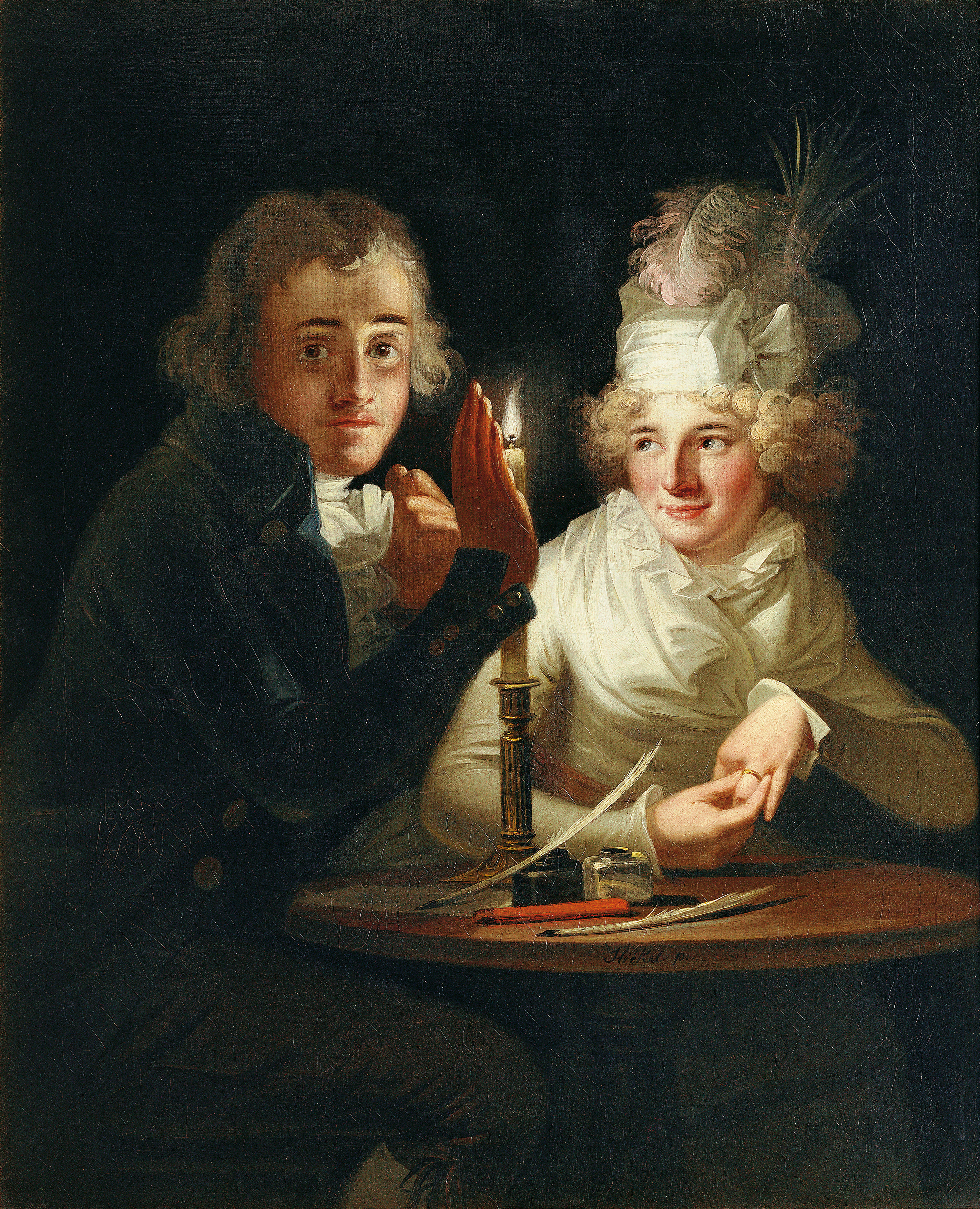
ロウソクに照らされる恋人たち
ロクセラーナとスルタン
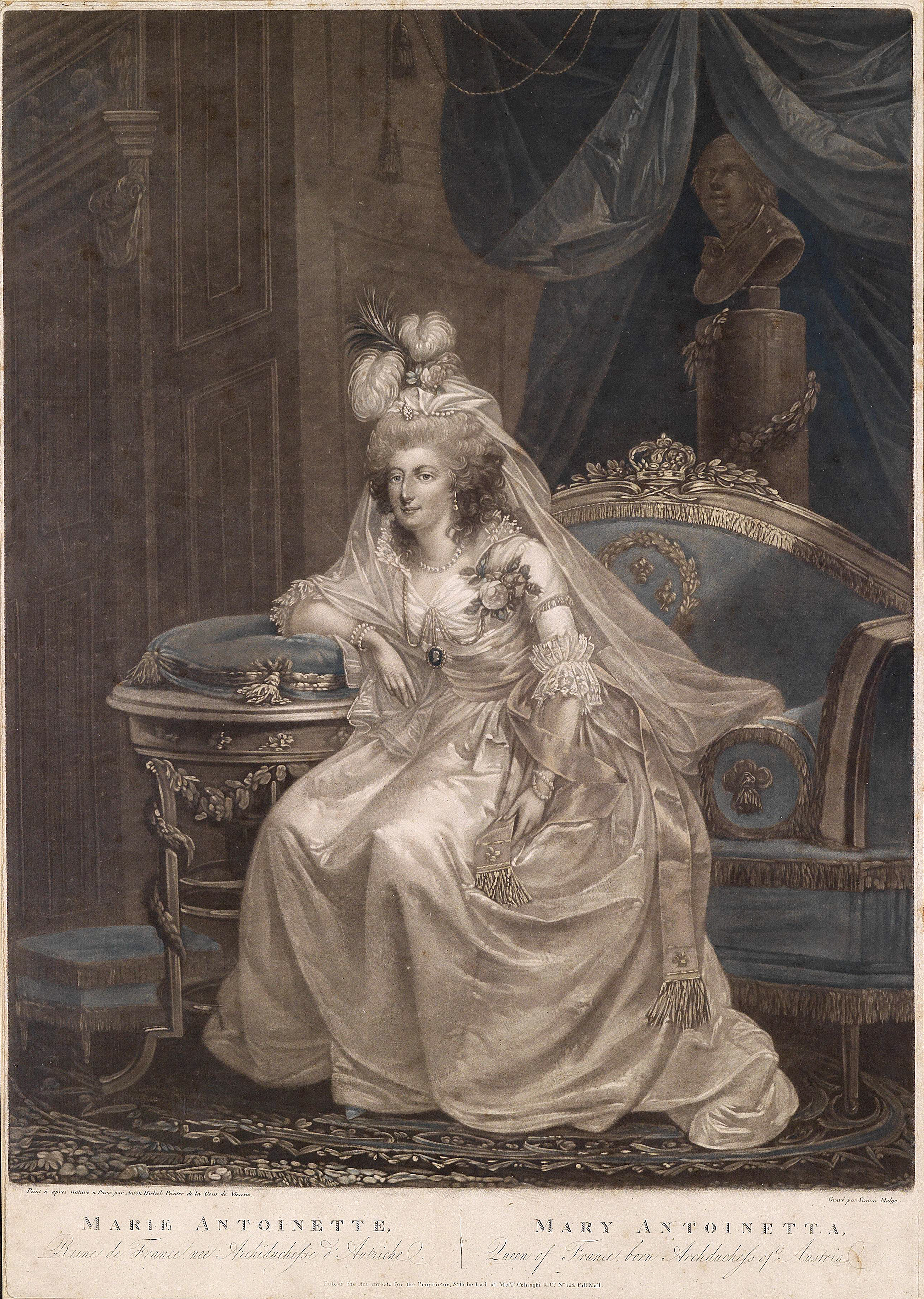
マリー・アントワネット（Simon Malgoによる模写）
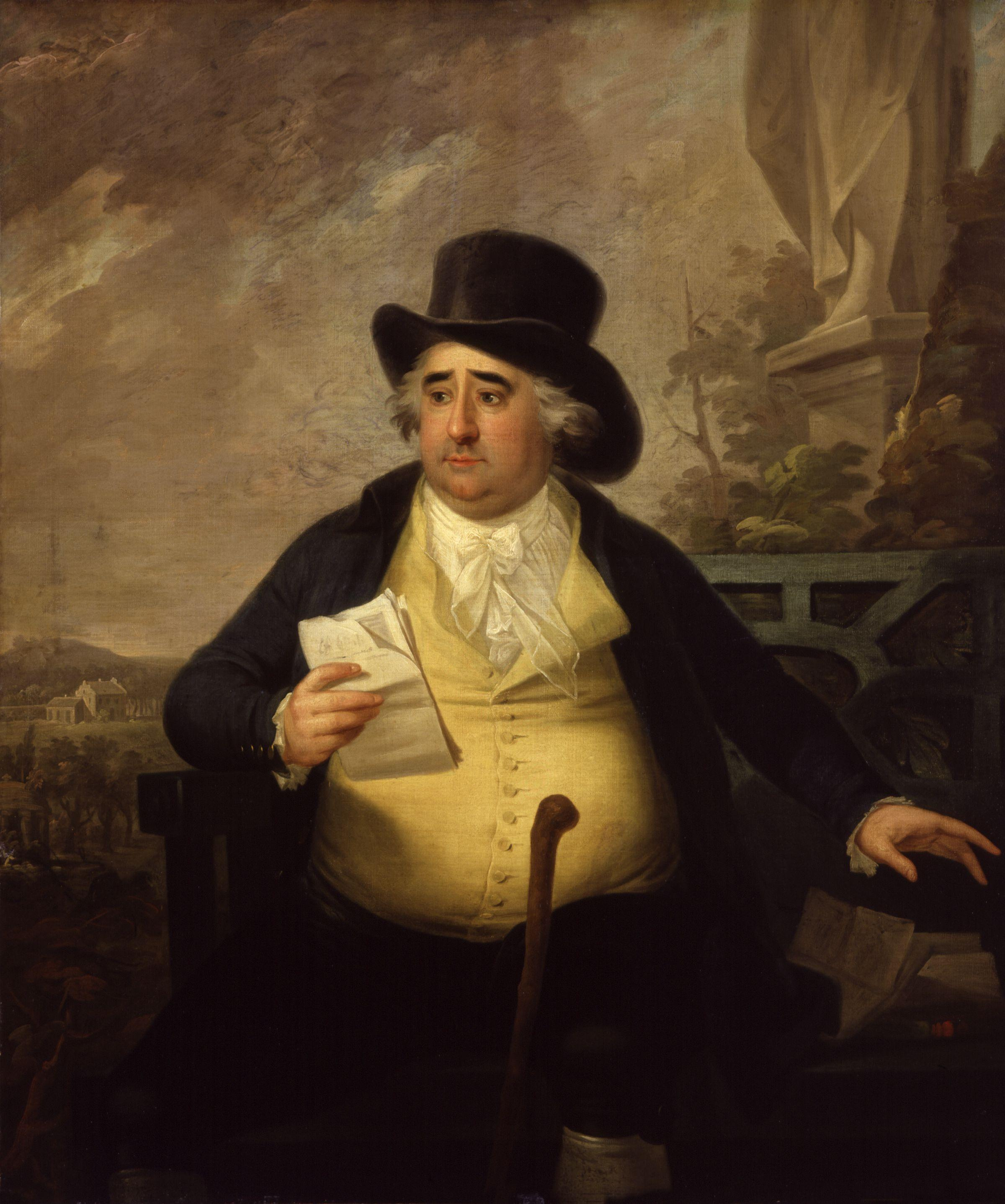
チャールズ・ジェームズ・フォックス -政治家
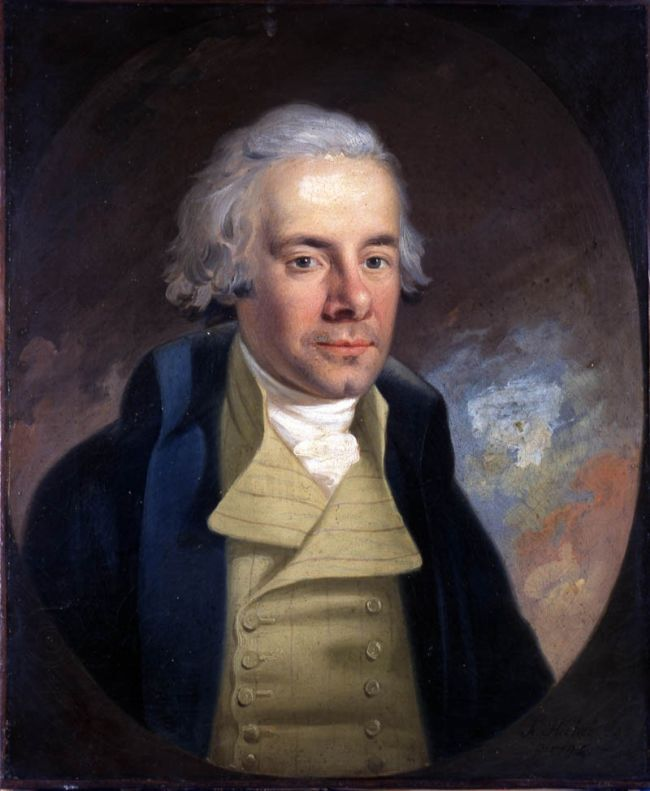
ウィリアム・ウィルバーフォース -政治家
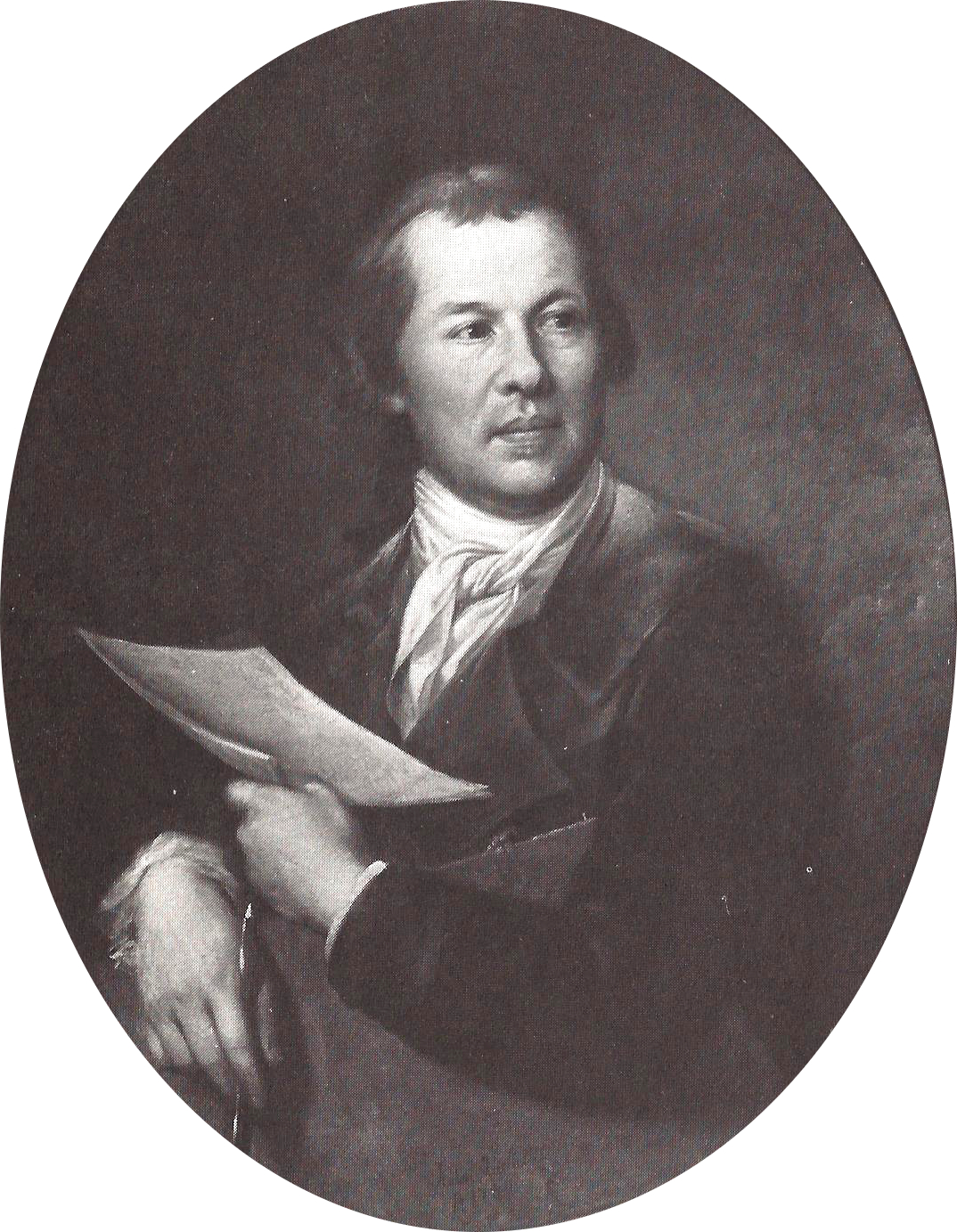
ジークムント・フロイデンベルガー -画家